# Jan Maria Gisges

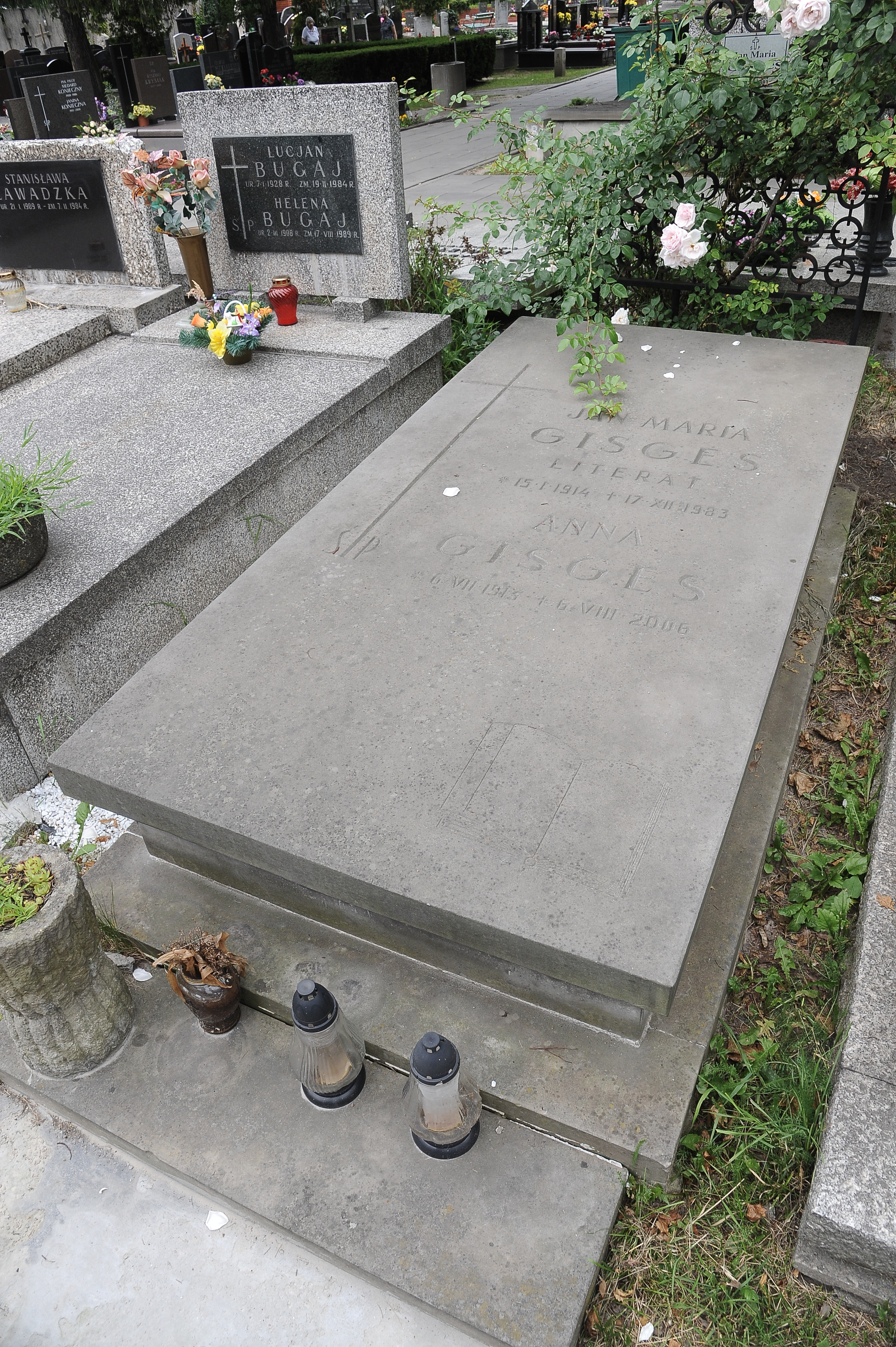
Grabmal auf dem Powązki-Friedhof

Jan Maria Gisges (* 1914 in Nisko, Galizien (Österreich-Ungarn); † 1983 in Warschau, Volksrepublik Polen) war ein polnischer Dichter, Prosaist und Dramaturg der Zeit des Zweiten Weltkriegs sowie Auschwitz-Überlebender.

## Leben
Gisges studierte Polonistik an der Universität Warschau. Nach dem deutschen Überfall auf Polen ging er in den Untergrund, wurde jedoch von der Gestapo verhaftet. Er war in den Konzentrationslagern KZ Auschwitz, KZ Buchenwald, KZ Flossenbürg sowie im Zwangsarbeitslager Ohrdruf inhaftiert. 1945 kehrte er nach Polen zurück und trat zunächst der Volkspartei bei. Ab 1949 war er Mitglied der Polnischen Volkspartei. Er ließ sich zunächst in Kielce nieder, wo er im Woiwodschaftsamt arbeitete. In dieser Zeit organisierte er das literarische Leben der Stadt und gab die Literaturzeitschrift Cychry heraus. 1949 hatte er sein eigenes literarisches Debüt. In seiner Poesie verarbeitete er seine Hafterfahrung aus den Konzentrationslagern. Im gleichen Jahr ging er nach Warschau, wo er als Leiter der Literaturabteilung im Kultur- und Kunstministerium arbeitete. In Warschau gab er die Literaturzeitschrift Orka heraus. Er war Mitglied im Verband der Polnischen Literaten. Gisges arbeitete als Informant mit dem kommunistischen Sicherheitsdienst unter den Namen Maria und Marian zusammen. Er wurde auf dem militärischen Teil des Powązki-Friedhofs beigesetzt.